# 田代和
田代 和（たしろ わ、1927年1月6日 - 2013年11月24日）は、実業家。近畿日本鉄道元社長（大阪電気軌道創業から12代目）・会長。位階は従三位。
独特ではあるが名前の「わ」はれっきとした本名である。

## 来歴・人物
大分県出身。旧制大分中学・旧制五高を経て東京大学工学部卒業後、1949年に近畿日本鉄道入社。1994年に代表取締役社長、1999年に会長就任、2003年に後任に譲り退任した。
2002年から大阪近鉄バファローズのオーナーを、オリックス・ブルーウェーブに吸収合併され球団解散になる2004年まで務めた。
その他、大阪商工会議所副会頭を1996年から、1999年から2004年まで会頭を務めた。大商は2003年4月に大阪工業会を吸収、大阪財界の顔として活躍した。
2006年には、近畿日本鉄道相談役のほかに平城遷都1300年記念事業協会顧問を務め、毎日放送や関西電力取締役も務めた。
2009年、旭日大綬章受章。
2013年11月24日、心不全のため死去。86歳没。歿日付で従三位。
奈良県生駒市在住。

## その他役職
- 大阪商工会議所名誉議員
- 財団法人大阪コミュニティ財団顧問
- 上賀茂神社崇敬会理事
- 財団法人国際高等研究所理事
- 日本ユニセフ協会大阪支部顧問
- 財団法人日本室内楽振興財団顧問
- 財団法人奈良先端科学技術大学院大学支援財団理事長
- 社団法人日本交通協会理事
- 財団法人飛鳥保存財団理事長

## 球団オーナーとして
球団オーナーとして、近鉄球団最後の経営陣の一人であったが、オーナー会議議長を務めた他は、終始目立たなかった。球団合併問題では当事者にもかかわらず、当時の本社社長である山口昌紀の方が注目を集めた。
一方、2002年に読売ジャイアンツが優勝した際には、同球団および読売新聞が大阪市で行った優勝記念パーティに、大阪商工会議所会頭として出席、ジャイアンツの法被を着て鏡割りに参加した。
また、2003年には阪神タイガースの優勝パレードが大阪市の御堂筋で行われた際も、同職で出席し、タイガースの星野仙一監督と握手している。
立場上のこととはいえ、自軍本拠地で行われた他球団に関係するイベントでの上記のような行動には、近鉄ファンの中には疑問や違和感を訴える意見もあったという。